# Pismo rejang
Pismo rejang, także redjang lub kaganga – pismo stosowane do zapisu języka rejang. Tradycyjnie służyło do zapisu zaklęć, poezji oraz opowieści mitycznych.
Tym pismem (określanym ogólnie jako „rencong” lub „ulu”) posługują się też ludy Kerinci, Lampung i Pasemah. Wykształciło się z pisma pallawa.